# Norrland
Il Norrland è una delle tre suddivisioni tradizionali della Svezia; si estende nel centro e nord del territorio svedese, occupando in totale il 59% del territorio. Date le avverse condizioni climatiche, tuttavia, solo il 12% della popolazione totale risiede nel Norrland.
La regione del Norrland comprende nove province storiche:
- Gästrikland
- Medelpad
- Ångermanland
- Hälsingland
- Jämtland
- Härjedalen
- Västerbotten
- Norrbotten
- Lappland

Questa regione è caratterizzata dalla mancanza di grossi centri urbani: i più grossi si allineano lungo la costa del golfo di Botnia (Luleå, Umeå, Piteå), con l'eccezione di Östersund, nell'interno.
Il Norrland è la regione più turistica della Svezia, dal momento che offre paesaggi incontaminati (in certe municipalità la densità di popolazione scende quasi a zero); un po' più carente è invece la struttura industriale. In certe zone del Norrland questo ha determinato intense emigrazioni, verso le città della costa o addirittura verso i centri urbani nel sud del paese.